# Bursztyn (stacja kolejowa)
Bursztyn (ukr. Бурштин, ros. Бурштын) – stacja kolejowa w miejscowości Demianów, w rejonie iwanofrankiwskim, w obwodzie iwanofrankiwskim, na Ukrainie. Położona jest na linii Lwów – Czerniowce.
Nazwa pochodzi od pobliskiego miasta Bursztyn. Od stacji odchodzi bocznica do Elektrociepłowni Bursztyn.

## Historia
Stacja powstała w czasach Austro-Węgier na drodze żelaznej lwowsko-czerniowiecko-suczawskiej, pomiędzy stacjami Bukaczowce i Halicz. Pod zaborami i w II Rzeczypospolitej nosiła nazwę Bursztyn-Demianów.